# Poonsawat Kratingdaenggym

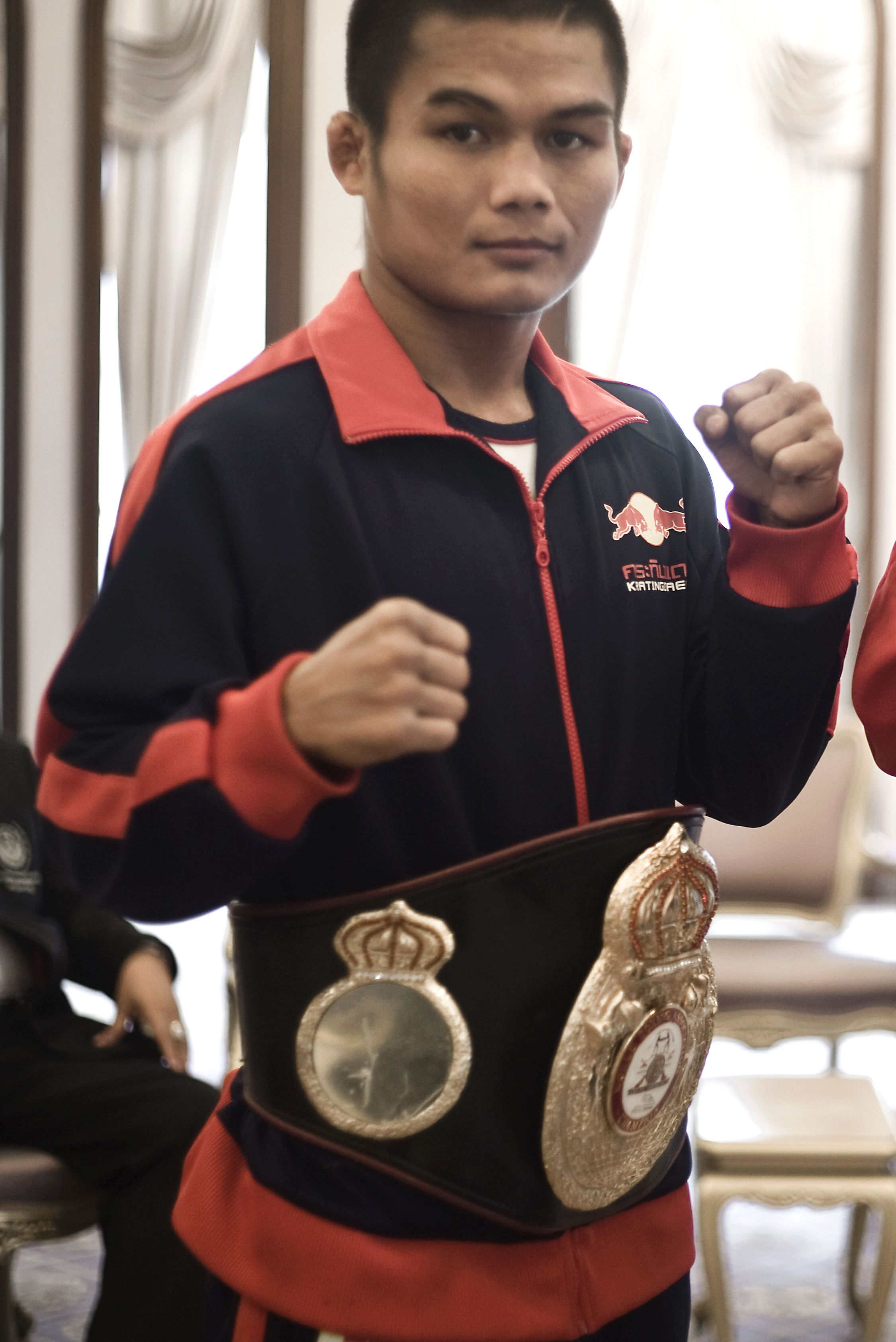
Poonsawat Kratingdaenggym (2009)

Poonsawat Kratingdaenggym (thailändisch พูนสวัสดิ์ กระทิงแดงยิม, RTGS Pun-sawat Krating-daeng-yim, früherer Name: Chaloem-wong Udom-na (เฉลิมวงศ์ อุดมนา), Spitzname: To (โต้); * 20. November 1980 im Amphoe Phu Phan der Provinz Sakon Nakhon, Nordost-Thailand) ist ein ehemaliger thailändischer Boxer im Superbantamgewicht.

## Profi
Am 15. Juni im Jahre 2001 gab Poonsawat erfolgreich sein Profidebüt. Am 26. September des Jahres 2009 wurde er regulärer Weltmeister der WBA, als er Bernard Dunne durch klassischen K. o. in Runde 3 bezwang. Diesen Gürtel verteidigte er insgesamt zweimal und verlor ihn im Oktober 2010 gegen Ryol Li Lee durch einstimmigen Beschluss.
Im Jahre 2012 beendete er seine Karriere.